# Silz, Sudliche Weinstrasse
Silz là một đô thị thuộc huyện Südliche Weinstraße, trong bang Rheinland-Pfalz, phía tây nước Đức. Đô thị này có diện tích 8,51 km², dân số thời điểm ngày 31 tháng 12 năm 2006 là 803 người.